# Unicorno (Marvel Comics)
L'Unicorno è il nome in codice di diversi supercriminali apparsi nei fumetti della Marvel Comics. Il primo Unicorno (Milos Masaryk) è apparso per la prima volta in Tales of Suspense #56 (agosto 1964), creato da Stan Lee e disegnato da Jack Kirby.

## Biografia del personaggio

### Milos Masaryk
Milos Masaryk è un agente segreto sovietico incaricato di rintracciare l'originale Dinamo Cremisi, fuggito negli Stati Uniti. Con indosso un'uniforme tecnologica creata dalla stessa Dinamo, Masaryk assume l'identità dell'Unicorno e combatte contro Iron Man.
Successivamente l'Unicorno è tra i criminali che, sotto l'influsso del Dottor Destino, attaccano i Fantastici Quattro durante il matrimonio di Reed Richards e di Susan Storm. L'Unicorno riappare come alleato del Conte Nefaria, e in seguito si sottopone a un esperimento per aumentare i suoi poteri, con i quali affronta Iron Man, anche con l'aiuto del Fantasma Rosso.
Masaryk torna ad affrontare Iron Man spalleggiato dal Mandarino e da Titanium Man finché, sconfitto, viene catturato scivolando in un pericoloso stato di coma. A questo punto Iron Man porta Masaryk alla sede dei Vendicatori, dove il Calabrone riesce a svegliarlo, ma la mente di Masaryk ha subito danni e quindi viene messo in uno stato di stasi mentre si cerca un modo di curarlo.
Mesi dopo Masaryk si sveglia in seguito allo scoppio di un incendio alle Stark Industries: riassunta la sua identità come Unicorno, attacca nuovamente Iron Man per poi fuggire verso l'Unione Sovietica e inabissarsi nell'Oceano Atlantico. In seguito l'Arcano recluta l'Unicorno per unirsi alla Legione Mortale. L'Unicorno compare in Infinity, reclutato da Spymaster per attaccare le Stark Industries.

### Yegor Balinov
Un secondo Unicorno (ancora ignoto alla sua prima comparsa), dotato di un occhio tentacolare all'interno del suo corno, appare come membro di Remont 4 e si lancia alla distruzione di San Pietroburgo fino a quando non viene fermato e arrestato da Titanium Man. Questo stesso Unicorno viene approcciato dal Barone Zemo in Civil War per unirsi ai Thunderbolts. Successivamente appare in Hulk: Winter Guard nei Remont 6, a fianco di Iron Maiden, Titanium Man, Volga e Snow Leopards. Il nome di Yegor Balinov viene rivelato in Official Handbook of the Marvel Universe A-Z Hardcover vol. 13.

### Aaidan Blomfield
Un terzo Unicorno, il cui vero nome è Aaidan Blomfield viene reclutato da Morgan Stark nel gruppo di supercriminali Stockpile allo scopo di distruggere Iron Man, ma il gruppo viene sconfitto da Iron Man e da War Machine.

### Criminale ignoto
Un ignoto criminale acquista uno dei costumi da Unicorno da Roderick Kingsley, e lavora per conto di quest'ultimo quando Hobgoblin sferra un attacco contro Re Goblin.
In AXIS, l'Unicorno fa parte dei supercriminali assoldati da Missile Mate per conto di Phil Urich e quello che rimane della Nazione di Goblin, dopo l'apparente abbandono da parte di Roderick Kingsley.

## Poteri e abilità
L'Unicorno originale non ha poteri sovrumani, i quali sono invece generati dal suo elmetto. Tuttavia, nel tempo si è sottoposto a radiazioni mutagene che gli hanno fornito una forza e una resistenza sovrumane: i tessuti dell'Unicorno sono diventati decine di volte più dure dell'ordinario, rendendolo estremamente resistente alle ferite. Per contro, l'esposizione alle radiazioni lo ha reso molto instabile dal punto di vista fisico e psicologico. L'elmetto dell'Unicorno è in grado di generare raggi di diverso tipo (elettronici, neutronici, laser o a micro-onde) o un campo di forza, e di levitare magneticamente gli oggetti. La sua cintura a razzo gli permette di volare, oltre a fornire energia nucleare all'elmetto. Le sue dotazioni, progettate dalla Dinamo Cremisi originale, sono completate dall'armatura di materiale ignoto. L'Unicorno è un formidabile lottatore corpo a corpo, spia formata dal KGB, abile nell'uso delle armi da fuoco.

## Altre versioni

### Ultimate Marvel
L'Unicorno appare brevemente nell'universo Ultimate Marvel come uno dei partecipanti al programma russo ormai abbandonato del Super soldato, rintracciato dagli Ultimates nella base di Tunguska, il cui corpo è stato modificato usando della biotecnologia strappata alla Visione e portato alla follia da anni di isolamento. I poteri di cui fa uso sono la capacità di sparare elettricità dal corno e di levitare, oltre a una elevata resistenza. Viene ucciso da Nick Fury.

## Altri media

### Televisione
L'Unicorno compare in:
- Iron Man: Armored Adventures
- Il vostro amichevole Spider-Man di quartiere

L'Unicorno compare anche nel pilot Marvel: All Winners Squad.